# حرفا المفاجأة
حرفا المفاجأة هما (إِذْ)، و(إذا)، وهما حرفان يدلان على وقوع حدث غير متوقع، و(إذ) يُبنى ظاهر|بناءً ظاهرًا والآخر (إذا) يُبنى بناءً مقدرًا.

## إذ
الحرف المبني بناءً ظاهرًا هو (إذْ)، يسبقه دائمًا (بينما) أو (بينا)، ويأتي قبل جملة:
1. فعلية

نحو (بينما كان خالد في البيت إذ سقط النيزك).
1. اسمية

نحو (بينا أنا أقرأ القرآن إذ دق الجرس).
وتُعرَب إذْ في الحالتين: حرف مفاجأة مبني على السكون الظاهر لا محل له من الإعراب.

## إذا
الحرف المبني بناءً مقدرًا وهو (إذا)، وهي لا تدخل إلا على الجملة الاسمية، ولا تأتي في أول الكلام، ومثالها: ﴿فَأَلْقَاهَا فَإِذَا هِيَ حَيَّةٌ تَسْعَىٰ﴾، وتُعرَب إذا: حرف مفاجأة مبني على سكون المد المقدر للتعذر لا محل له من الإعراب.